# Пономаренко Валентина Миколаївна
Валенти́на Микола́ївна Пономаре́нко (6 серпня 1955 року, с. Бишів Макарівського району Київської області — 20 січня 2024 року, м. Київ) — музикознавець, фольклористка, музична редакторка, співачка (автентична манера).

## Біографія
Народилася 6 серпня 1955 року в селі Бишів Макарівського (нині Фастівського) району Київської області. Закінчила Київське музичне училище ім. Р. М. Глієра (1974, історико-теоретичний відділ) і Київську державну консерваторію ім. П. І. Чайковського (1981, історико-теоретичний факультет) за фахом музикознавець-фольклорист у класі В. О. Матвієнка).

## Діяльність
У 1978—1981 роках здійснювала польові обстеження та аудіозаписи народної музики (у фольклорних експедиціях Київської консерваторії та самостійно) у Бородянському, Броварському, Макарівському (Київська область), Новгород-Сіверському (Чернігівська область), Ємільчинському (Житомирська область), Пирятинському, Лубенському (Полтавська область), Добровеличківському (Кіровоградська область) районах України, а також на Гомельщині (Білорусія). Солістка ансамблю автентичного фольклору «Древо» від часу його заснування (1979—1988). Опанувала самобутню народну виконавську манеру співу північної Полтавщини (село Крячківка Пирятинського р-ну).
У 1980—1987 роках — консультантка з питань фольклору в правлінні Музичного товариства України. Організовувала та проводила науково-практичні семінари з фольклору, цикли фольклорних концертів для творчої молоді із запрошенням автентичних народних музичних колективів з Полісся, Слобожанщини, Київщини, Карпат, Полтавщини, Поділля, Волині. Член оргкомітету й журі фольклорного радіоконкурсу «Золоті ключі» (Українське радіо, із 1980 року); ведуча серії телепрограм «Перлини душі народної».
Із 1987 року редакторка, старший редактор, у 2005—2010 роках — директор видавництва «Музична Україна». Здійснила вагомий внесок у видання творів української класичної спадщини. У важкий період повної відсутності державного фінансування докладала всіх зусиль, щоб діяльність видавництва тривала.
Із 2010 року — молодший науковий співробітник відділу музикознавства та етномузикології Інституту мистецтвознавства, фольклористики та етнології імені М. Т. Рильського НАН України. Працюючи в Інституті, була активною учасницею укладання та редагування томів серії фундаментальних видань «Регіонально-жанрова антологія українського музичного фольклору».
Протягом усього життя Валентина Миколаївна була сумлінною працівницею, справжнім професіоналом, доброю, чуйною, світлою людиною.
Померла 20 січня 2023 року після тяжкої хвороби. Її поховано 23 січня на міському кладовищі в місті Вишневому Київської області.

## Музикознавчі праці
- Дослідження локальної народнопісенної традиції як основа діяльності вторинного фольклорного ансамблю // Українське музикознавство. Вип. 24. — К., 1989 (у співавторстві з Є. Єфремовим)

## Упорядкування збірок народних пісень
- Червоная калинонька. — К., 1988
- Українські народні пісні про кохання. — К., 1990

## Редакторські роботи
- Герасимова-Персидська Н. Українські партесні мотети поч. ХVIII ст. з югославських зібрань. — К., 1990
- Герасимова-Персидська Н. Партесні концерти XVII—XVIII століть з київської колекції. — К., 2006
- Український кант ХVІІ–ХVІІІ століть / Упоряд., вступ. ст., прим. Люд. Івченко. — К., 1990
- Українські народні пісні в записах М. Лисенка / Упоряд., вступ. ст., прим. Люд. Єфремової. — Ч. 1. — К., 1990
- Українські народні пісні, наспівані Д. Яворницьким, пісні та думи з архіву вченого / Упоряд., вступ. ст., прим. М. Шубравської. — К., 1990
- Линёва Е. Опыт записи фонографом украинских народных песен / Підгот. до вид., вступ. ст., комент. О. Мурзиної. — К., 1991
- Музичний фольклор з Полісся у записах Ф. Колесси та К. Мошинського / Упоряд., вступ. ст., прим., перекл. з польс. С. Грици. — К., 1995
- Іваницький А. Українська народна музична творчість: Посібник для вищих та серед. учб. закладів. — К., 1998
- Орландо Лассо. Magnum opus musicum / Упоряд., наук. ред., вступ. ст., перекл. текстів М. Берденникова). — К., 2009
- Цалай-Якименко О. Духовні співи України: Антологія. — К., 2000
- Супрун-Яремко Н. Українці Кубані та їхні пісні. — К, 2005